# 王文清 (1932年)
王文清（1932年10月25日—2020年9月14日），女，浙江镇海人，中国核燃料和生命化学家，北京大学技术物理系教授。

## 生平
1932年10月25日生于浙江省镇海县。7岁时便跟随父亲前往上海读书，高中就读于南洋中学。
1950年考入浙江大学，1952年因院系调整进入复旦大学学习。1953年毕业后留校，任有机化学助教，1954年任浙江大学化工系物化教研究室助教。1955年与同学吴季兰结婚。1956年调到北京大学物理研究室（1961年改称技术物理系）工作。
文化大革命期间受到冲击，在陕西省的北京大学汉中分校（653分校）教书、劳动。1979年恢复工作后，她历任技术物理系讲师、副教授、教授。1982年至1983年，在美国马里兰大学化学系化学进化实验室和佛罗里达州立大学化学系进行生命起源和热化学研究。1989年受邀在比利时列日大学讲学。1992年至2003年，任意大利国际理论物理中心生命起源国际会议学术委员、顾问委员。
她先后教过物理化学、核燃料化学、萃取化学原理、统计热力学在物理化学中的应用、化学进化与生命起源等十余门课程。1989年9月被北京市人民政府文教办、中国教育工会北京市委员会、北京市高教局授予“北京市优秀教师”称号。1992年10月起享受国务院政府特殊津贴，1995年获国家教委科技进步一等奖（合作）。
2020年9月14日在北京逝世。

## 家庭
丈夫吴季兰。

## 研究
她从1980年代开始从事宇宙中生命起源的研究。1982年在美国访问时，第一次踏足生命科学研究领域。指导教授是斯里兰卡人庞南玛，是1979年诺贝尔物理学奖得主萨拉姆的好友。在他们的影响下，她试图通过“手性”研究来破解生命之谜。萨拉姆曾提出，在一定温度下，右旋D型氨基酸分子会变成左旋L型。在多年的科学实验中，她采用了8种物理手段，包括比热法、核磁共振法等，研究了不同温度下的27种氨基酸，发现L型能量较低，较为稳定，非常适宜生命的形成。该成果发表在2000年的《生物物理杂志》上。

## 出版物
- 王文清. . 长沙: 湖南少年儿童出版社. 2017. ISBN 978-7-5562-3328-1.